# Барановский, Ян
Ян Барано́вский (пол. Jan Baranowski, 26 декабря 1800 года, Славкув — 8 ноября 1879 года, Люблин) — польский астроном и естествовед, директор Варшавской астрономической обсерватории и профессор Варшавского университета.

## Биография
Ян Барановский родился 26 декабря 1800 года в Славкуве. Выпускник Ягеллонского университета С 1825 года — адъюнкт.
В 1862—1869 гг. — профессор Варшавской главной школы.
В 1833 году рассчитал орбиту кометы 3D/Биэлы.
В 1857—1861 гг. издавал «Календарь Варшавской астрономической обсерватории» («Kalendarz Obserwatorium Astronomicznego Warszawskiego»), в котором публиковал фенологические наблюдения.
С 1848 года директор астрономической обсерватории в Варшаве. Главную его заслугу составляет издание польского перевода сочинения Николая Коперника De revolutionibus orbium coelestium («Об обращении небесных сфер») вместе с латинским оригиналом (Варшава, 1854 г.). Кроме того, он писал научные статьи в варшавских журналах.
Награждён орденом св. Станислава II степени.
Похоронен в Люблине на кладбище на улице Липовой.